# Baakse kapel
De Baakse kapel is de monumentale ruïne van een kapel in het Gelderse plaatsje Baak in Nederland. Van de kapel resteert alleen het onderstuk van de bijbehorende gotische toren die vermoedelijk uit het eerste kwart van de 15e eeuw dateert.

## Geschiedenis
De kapel is gebouwd rond 1362 en was gewijd aan de heilige Nicolaas. De kapel raakte in 1670 in verval. Sinds 1776 resteert alleen de forse toren nog maar. Van de toren resten drie geledingen. De eerste geleding heeft een uitspringende laag bakstenen, de tweede heeft een muizentand, de derde heeft twee nissen. tevens een gedeelte van de klokkenverdieping met twee nissen in de gevel. De beschadigde ingang heeft een bovenlicht. De zuidelijke muur heeft een trap, de kapel toont geen sporen van gewelven.